# بنجامين أندرسون (عسكري)
بنجامين أندرسون (بالإنجليزية: Benjamin Anderson)‏ هو عسكري أمريكي، ولد في 1836 في لويفيل في الولايات المتحدة، وتوفي في 21 فبراير 1865 في سينسيناتي في الولايات المتحدة.